# 국제안보
국제안보는 국제관계의 하위 분야로, 국제 체제 내의 주권 국가, 비국가 행위자 (국제기구, 다국가협의체 등) 그리고 인류의 생존과 안전에 대한 보장을 의미한다. 학문으로서의 국제 안보, 즉 국제안보학(International Security Studies)은 국제 체제 내에서 행위자들 간의 집단폭력을 부추기거나 혹은 억제하는 환경 및 요소가 무엇인지 분석하고, 범지구적인 범위 내에서 일어나는 모든 종류의 군사 활동을 연구하는 학문이다. 따라서 전쟁과 평화, 그리고 그와 관련된 국가 및 비국가 행위자들의 책임에 대한 가장 기초적인 질문에 답하는 학문이라고 할 수 있다.
국제안보학은 제2차 세계 대전이 일어난 때에 생겨난 학문으로 그 역사가 타 정치학과 국제 관계에 비해 짧은 편이다. 그 시작은 독립적인 학문으로 시작되었으나 점차 국제 관계에 흡수되어 현재는 국제 관계의 하위 학문으로 자리잡고 있다.

## 같이 보기
- 민주평화론
- 세계재앙위험